# Lepos
Lepos ist ein Ortsteil des Ortes Hera im osttimoresischen Suco Hera (Verwaltungsamt Cristo Rei, Gemeinde Dili).

## Geographie
Lepos bildet den Süden des Ortszentrums von Hera. Grob kann man den Süden von Lepos der Aldeia Moris Foun zuordnen, den Norden der Aldeia Sucaer Laran. Nordwestlich grenzt es die Avenida Hera vom Ortsteil Manoroni ab. Im Nordosten liegt der Ortsteil Beraka, im Südwesten Ailoc Laran. Eine Straße führt von Lepos aus nach Südosten, bis nach Laraluha (Suco Liurai, Verwaltungsamt Remexio) in der Gemeinde Aileu.